# Sarah Catherine Fraley Hallowell
Sarah Catherine Fraley Hallowell ou Sarah Cresson Fraley Hallowell (8 de julho de 1833 – Filadélfia, 17 de março de 1914) foi uma jornalista americana. Ela foi editora do The New Century for Women, editora do Public Ledger na Filadélfia e fundadora e primeira presidente da organização New Century Club.

## Vida pessoal
Sarah Catherine Fraley, nascida em 8 de julho de 1833, era filha de Frederick Fraley, que era presidente do Western Savings Fund. Por 21 anos, ele trabalhou como presidente da American Philosophical Society, o segundo presidente mais antigo, atrás apenas de Benjamin Franklin. Sua mãe se chamava Jane Chapman Cresson Fraley e tinha três irmãos: Elizabeth, Mercy e Joseph.
Hallowell foi a segunda esposa de Joshua Longstreth Hallowell (1819-1875), cujo irmão era abolicionista e empresário, Morris Longstreth Hallowell. Eles tiveram uma filha, Jean Fraley Hallowell. A família morava em Germantown e estava no Registro Social da Filadélfia.
Ela foi mencionada sobre casamento pela curadora de arte e organizadora de exposições Sarah Tyson Hallowell.

## Carreira
Hallowell foi editora do New Century for Women, do Public Ledger na Filadélfia, e fundadora e primeira presidente da organização New Century Club.
Ela frequentou o Faculdade de Medicina Feminina da Pensilvânia e era um membro do sufrágio feminino da Pensilvânia.

### New Century for Women
New Century for Women foi um jornal semanal de oito páginas criado e administrado pelo Comitê Executivo do Centenário das Mulheres da Filadélfia. Foi "dedicado ao interesse industrial das mulheres", promovendo a escolha, salário igual para trabalho igual e maior autonomia financeira e social.

### New Century Club
O New Century Club foi uma organização de mulheres que foi criada em 1877 para melhorar a vida das mulheres. Tinha comissões para mulheres trabalhadoras, assuntos municipais e autoeducação. Em vez de retratar as opiniões dos pontos de vista "radicais" de alguns de seus membros, o Hallowell, sua primeira presidente, disse que eles apenas "sussurravam... [a] lógica do sufrágio". À medida que a organização evoluiu, eles passaram para a reforma social.

### Public Ledger
Hallowell foi a editora associada, editora literária e escritora de "Household" para o Public Ledger. Ela esteve no Ledger por 18 anos. começando em 1877.

## Morte
Ela morreu em 17 de março de 1914 na Filadélfia, na Pensilvânia, onde foi enterrada no Cemitério Woodland.

## Obras publicadas
- Sarah Catherine Fraley Hallowell (1877). Nan; the new fashioned girl (em inglês). [S.l.]: John S. Marr & Sons
- Sarah Catherine Fraley Hallowell. On the Church Steps (em inglês). [S.l.: s.n.][12]
- Sarah Catherine Fraley Hallowell (contributor) (1886). Young Folks' Cyclopedia of Stories (em inglês). [S.l.]: D. Lothrop Company